# أثمان مسهل
جلاب أو أثمان مسهل أو جلاب مخزني مسهل أو ميقواقان أو جَلَبَة (الاسم العلمي: Ipomoea purga)، نوع من النباتات المُزهرة من جنس أثمان. عادًة ما يشار إليه باسم جَلَب.